# West Bend (Iowa)
West Bend é uma cidade localizada no estado americano de Iowa, no Condado de Kossuth e Condado de Palo Alto.

## Demografia
Segundo o censo americano de 2000, a sua população era de 834 habitantes.
Em 2006, foi estimada uma população de 813, um decréscimo de 21 (-2.5%).

## Geografia
De acordo com o United States Census Bureau tem uma área de
2,3 km², dos quais 2,3 km² cobertos por terra e 0,0 km² cobertos por água. West Bend localiza-se a aproximadamente 363 m acima do nível do mar.

## Localidades na vizinhança
O diagrama seguinte representa as localidades num raio de 20 km ao redor de West Bend.